# Neon Indian
I Neon Indian sono un gruppo musicale statunitense di musica elettronica originario di Denton (Texas) ed attivo dal 2008.

## Storia
Il gruppo è capeggiato dal messicano Alan Palomo (nato il 24 giugno 1988 a Monterrey), che all'età di 5 anni si è spostato con la famiglia in Texas. Agli inizia della sua carriera, Palomo ha fondato i progetti Ghosthustler e VEGA, prima di dedicarsi ai Neon Indian. 
Il debutto avviene nell'ottobre 2009 con Psychic Chasms (Lefse Records), album che viene designato come "Best New Music" dal sito Pitchfork. 
Mind Ctrl: Psychic Chasms Possessed è invece un disco che contiene remix e altri brani e che viene pubblicato nel 2010 dall'etichetta Fader Label.
Nel settembre 2011 è la volta di Era Extraña, prodotto con Dave Fridmann e registrato in Finlandia nell'inverno 2010.
Sempre nel 2011 collaborano con i The Flaming Lips
per l'EP The Flaming Lips 2011#2: The Flaming Lips with Neon Indian.
Nell'aprile 2013 viene pubblicato l'EP ERRATA ANEX (solo in digitale per la Mom + Pop Music), che consiste in remix del disco precedente a cui partecipano anche Twin Shadow e Boyd Rice.
Nel 2013 collaborano anche con Emma Bunton. Nel 2015 viene pubblicato Vega Intl. Night School.

## Formazione
- Alan Palomo
- Leanne Macomber
- Jason Faries
- Ed Priesner
- Joshua McWhirter

## Discografia

### Album
- 2009 - Psychic Chasms
- 2010 - Mind Ctrl: Psychic Chasms Possessed
- 2011 - Era Extraña
- 2015 - Vega Intl. Night School
- 2023 - World of Hassle

### EP
- 2009 - Psychic Chasms EP
- 2011 - The Flaming Lips 2011#2: The Flaming Lips with Neon Indian (con i The Flaming Lips)
- 2013 - ERRATA ANEX